# HD 219828 b
HD 219828 b é um planeta extrassolar que orbita a estrela HD 219828 na constelação de Pegasus. Possui uma massa mínima de 19,8 massas terrestres e um período orbital de 3,83 dias. Sua composição é desconhecida. Ele pode ser similar a um planeta gasoso como Netuno e Urano ou pode ser uma Super-Terra de composição rochosa.